# Mörttjärnen (Nås socken, Dalarna, 670970-143011)
Mörttjärnen är en sjö i Vansbro kommun i Dalarna och ingår i Dalälvens huvudavrinningsområde.